# Pier Leoni
Pier Leoni (... – Roma, 2 giugno 1128) è stato un politico italiano.

## Biografia
Pier Leoni o Pierleone (in latino Petrus Leo o Petrus filius Leonis) era il figlio del convertito ebreo Leone de Benedicto e fondatore della famiglia romana medievale dei Pierleoni. È stato chiamato l'Ebreo Crasso da Ferdinand Gregorovius.

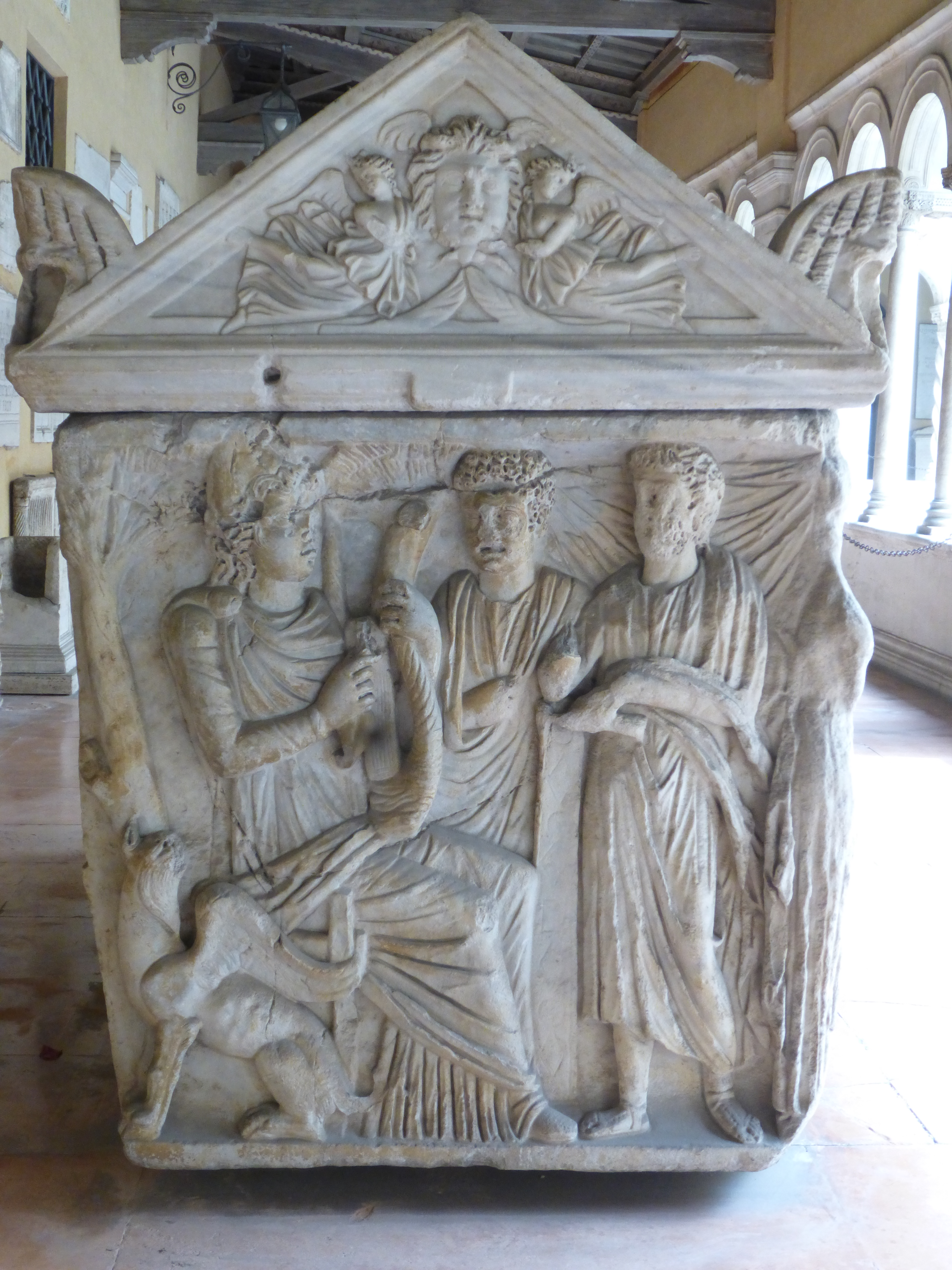
Basilica di San Paolo fuori le mura, sarcofago di Pier Leoni.

Lo stesso Pierleone era un console della città eterna all'inizio del XII secolo. Era uno dei reggenti della città stessa quando papa Pasquale II partì nel 1108 per occuparsi del sollevamento delle truppe. "Roma è rimasta la fossa della ribellione quotidiana", come dice Gregorovius.
Nel 1111, Pierleone negoziò l'incoronazione imperiale dell'imperatore Enrico V.
Da sempre fedele alleato del papa, nel 1117, riconquistò Roma per lui, ma fu successivamente rinchiuso nella sua torre da Tolomeo I dei conti di Tuscolo.
Dopo l'elezione di papa Gelasio II il 24 gennaio 1118, il nuovo papa fu gettato in prigione da Cencio II Frangipane. Fu Pierleone, con il figlio Pietro, prefetto della città e il gonfaloniere pontificio Stefano il Normanno, a restaurare la libertà del papa.
Pierleone tenne il Teatro di Marcello, Isola Tiberina e Castel Sant'Angelo, fortezza dei papi. Era il più grande uomo di Roma ai suoi tempi, nipote di un ebreo di Trastevere. Il suo grande sarcofago in marmo è conservato nella basilica di San Paolo fuori le mura. La sua iscrizione recita: "un uomo senza pari, incommensurabilmente ricco di soldi e di bambini". Di questi bambini, ha lasciato diversi figli:
- Leone;
- Pietro, in seguito antipapa Anacleto II;
- Giordano, in seguito patrizio del comune di Roma;
- Ruggero;
- Gisleno. Si dice che sua figlia sposò Ruggero I di Sicilia.